# Stefano di Rouen
Stefano di Rouen (in latino Stephanus Rothomagensis, in francese Ètienne de Rouen), noto anche come Stefano di Bec o Stefano del Bec (Stephanus Beccensis) (Rouen, ... – 1170 circa) è stato un monaco cristiano, storico e poeta normanno.
Nativo di Rouen, fu monaco benedettino presso l'abbazia di Notre-Dame du Bec.

## Biografia
È noto per il suo poema arturiano Draco Normannicus, che funge anche da cronaca per il periodo che va dall'XI secolo al 1169 e riporta notizie su Dudone di San Quintino e Guglielmo di Jumièges. Dal punto di vista poetico si crede che sia stato influenzato dall'Ilias di Simon Capra Aurea.
Oltre al Draco scrisse svariati componimenti poetici editi da Howlett a margine del Draco stesso ed anche un resoconto di Quintiliano.
Morì nel 1170.